# Thasyraea ornata
Thasyraea ornata är en spindelart som beskrevs av Ludwig Carl Christian Koch 1878. Thasyraea ornata ingår i släktet Thasyraea och familjen taggfotsspindlar.
Artens utbredningsområde är Queensland. Inga underarter finns listade i Catalogue of Life.